# David Copperfield (1922)
David Copperfield ist eine dänische Stummfilm-Version aus dem Jahre 1922 von Charles Dickens’ gleichnamigem Roman. Unter der Regie von A. W. Sandberg spielte der deutsche Kinderdarsteller Martin Herzberg die Titelrolle.

Martin Herzberg als junger Titelheld David Copperfield (1922)

## Handlung
Der Film hielt sich weitgehend an Dickens‘ Vorlage:
Der alternde David Copperfield blickt auf seine turbulente Kindheit zurück. Der Vater stirbt, bevor David geboren wird, und seine Mutter, als er noch recht jung ist. Nach dem Tod ihres Vaters heiratet sie den gewalttätigen Mr. Murdstone, der David bald darauf ins Internat schickt. Von hier aus muss der Junge allein zurechtkommen – mit der klugen und gutherzigen Magd der Familie, Peggotty, als ständigem Rettungsanker. Durch die harte Schule des Lebens erlebt er Spaß und Tragödie, Liebe und Kummer, Freundschaft und Täuschung. Viele exzentrische Menschen kreuzen seinen Weg, doch seine Berufung als Schriftsteller findet er in der Ehe mit seiner Jugendfreundin Agnes.

## Produktionsnotizen
David Copperfield entstand in den Kopenhagener Nordisk-Studios und wurde am 5. Dezember 1922 im Palads uraufgeführt. Die Länge des Films betrug im dänischen Original 3095 Meter. Die Deutschlandpremiere fand im September 1923 statt, die österreichische drei Monate, Ende Dezember, darauf.
Die Filmbauten kreierte Carlo Jacobsen, der vor allem im Stummfilm regelmäßig mit Regisseur Sandberg zusammengearbeitet hatte.

## Kritiken
Der Filmbote konstatierte hier einen Film von „überragender Qualität“ und schrieb weiter: „Nach dem Roman von Dickens wurde hier ein Film geschaffen, der schon inhaltlich das stärkste Interesse erwecken und auf das Publikum … die stärkste Anziehungskraft ausüben wird. Das ergreifende Spiel des kleinen Martin Herzberg verdient besonders hervorgehoben zu werden. „David Copperfield“ ist schon dieser Leistung wegen eine Sehenswürdigkeit ersten Ranges.“
Hauptdarsteller Martin Herzberg selbst hob in den biografischen Angaben, die er 1926 für das Lexikon des Films machte, die positive Reaktion hervor, die ihm die dänische Kritik 1922 für seine darstellerische Leistung gezollt haben soll. Er schrieb: „Aber den größten Künstler haben wir uns bis zuletzt aufgehoben. Das ist der kleine Martin Herzberg als Junge David Copperfield. Er ist tatsächlich ein Wunderkind  und so groß in seiner Kunst, dass er niemals größer werden kann“.